# Бескудниковски район
Бескудниковски район е административен район на Северен окръг в Москва. Населението на района към 1 януари 2018 г. е 78 971 души.